# Probythinella protera
Probythinella protera är en snäckart som beskrevs av Henry Augustus Pilsbry 1953. Probythinella protera ingår i släktet Probythinella och familjen tusensnäckor. Inga underarter finns listade i Catalogue of Life.